# Lita Ford
Lita Rossanna Ford (Londres, 19 de setembro de 1958) é uma musicista, compositora e atriz americana nascida na Inglaterra, que alcançou popularidade na década de 1980.
Lita nasceu em Londres mas tem ascendência italiana. Ela mudou-se com a família para os Estados Unidos ainda em criança. Lita juntou-se à banda feminina The Runaways aos 16 anos de idade e, após o término do grupo em 1979, iniciou a sua  carreira a solo. Os seus dois primeiros álbuns tiveram um sucesso bastante discreto.
Em 1985 Lita foi indicada para o Grammy de "melhor performance feminina de rock" em Gotta Let Go, junto com Wendy O. Williams e Pia Zadora. Em 1988, com Sharon Osbourne como empresária, Lita alcançou seus maiores sucessos, Close My Eyes Forever (dueto com Ozzy Osbourne, marido de Sharon) e Kiss Me Deadly.
Lita foi casada com Chris Holmes (da banda W.A.S.P.) de 1986 a 1992 e esteve envolvida com Nikki Sixx (do Mötley Crüe) e Tony Iommi. Atualmente, ela é separada de Jim Gillette (da banda Nitro).

## Biografia
Lita Ford nasceu para um pai inglês e uma mãe italiana em Londres, Inglaterra. Quando ela estava no segundo grau, ela se mudou com sua família para os Estados Unidos, eventualmente estabelecendo-se em Long Beach, Califórnia.
Inspirada pelo trabalho de Ritchie Blackmore no Deep Purple, ela começou a tocar violão aos 11 anos. Sua faixa vocal é mezzo-soprano.

## Carreira musical

### The Runaways (1975-1979)
Em 1975, aos 16 anos, Ford foi colocada pelo empresário Kim Fowley na banda de rock feminino que ele estava montando chamada The Runaways. A banda logo conseguiu um contrato de gravação e lançou seu primeiro álbum em 1976. The Runaways obteve uma atenção significativa da mídia e a banda tornou-se um sucesso de gravação e turnê durante o auge do final dos anos 1970. A guitarra marcante de Ford tornou-se um elemento principal do som da banda até sua eventual separação em abril de 1979.
Em 1977, os conflitos internos estavam entrando se tornando constate dentro do The Runaways, que já havia atingido o produtor Fowley, a vocalista principal Cherie Currie e a baixista Jackie Fox. A vocalista e guitarrista Joan Jett queria que a banda mudasse para um som mais punk rock influenciada pelos Ramones, enquanto a Ford e a baterista Sandy West, queriam continuar a tocar as músicas de hard rock que a banda já tocava. Sem nenhuma parte disposta ceder, a banda veio a terminar em abril de 1979.

### Carreira em solo (1980-1995)
Após a dissolução do The Runaways, Ford começou a lançar uma carreira solo. Seu álbum solo de estreia, intitulado Out for Blood, foi lançado em 1983 e foi um desapontamento comercial. Seu próximo lançamento, Dancin' on the Edge (1984) alcançou um sucesso moderado e a popularidade de Ford começou a aumentar. Dancin' on the Edge incluiu o single "Fire in My Heart", que atingiu o Top 10 em vários países fora dos Estados Unidos. O single de acompanhamento, "Gotta Let Go", melhorou, alcançando o número um nas tabelas da Mainstream Rock. Ford disse em uma entrevista que ela gravou um álbum inédito com a RCA Records e Tony Iommi não tocou nele.
Ford assinou com a RCA Records e com a Sharon Osbourne Management, reapareceu com um som pop-metal mais amigável com o tocado nas rádios. Em 1988, ela lançou seu álbum mais comercialmente bem-sucedido, o Lita produzido a si própria. O álbum apresentou vários singles, incluindo "Kiss Me Deadly", "Back to the Cave", "Close My Eyes Forever" e "Falling In and Out of Love", uma música co-escrita por Nikki Sixx do Mötley Crüe. A balada "Close My Eyes Forever", um dueto com Ozzy Osbourne, continua sendo sua canção mais bem sucedida, alcançando o número 8, no Billboard Hot 100 dos EUA.
Ford seguiu o sucesso de Lita com o álbum Stiletto (1990). Stiletto apresentou os singles "Hungry" e "Lisa" (uma música dedicada a sua mãe). No entanto, o álbum não conseguiu igualar o sucesso de sua versão anterior. O próximo lançamento de Ford foi Dangerous Curves (1991), que contou com a sua última posição nas paradas até hoje, "Shot of Poison". O último álbum de Ford antes de um longo hiato de gravação foi Black lançada pela gravadora alemã ZYX Records.

### Hiato (1996-2007)

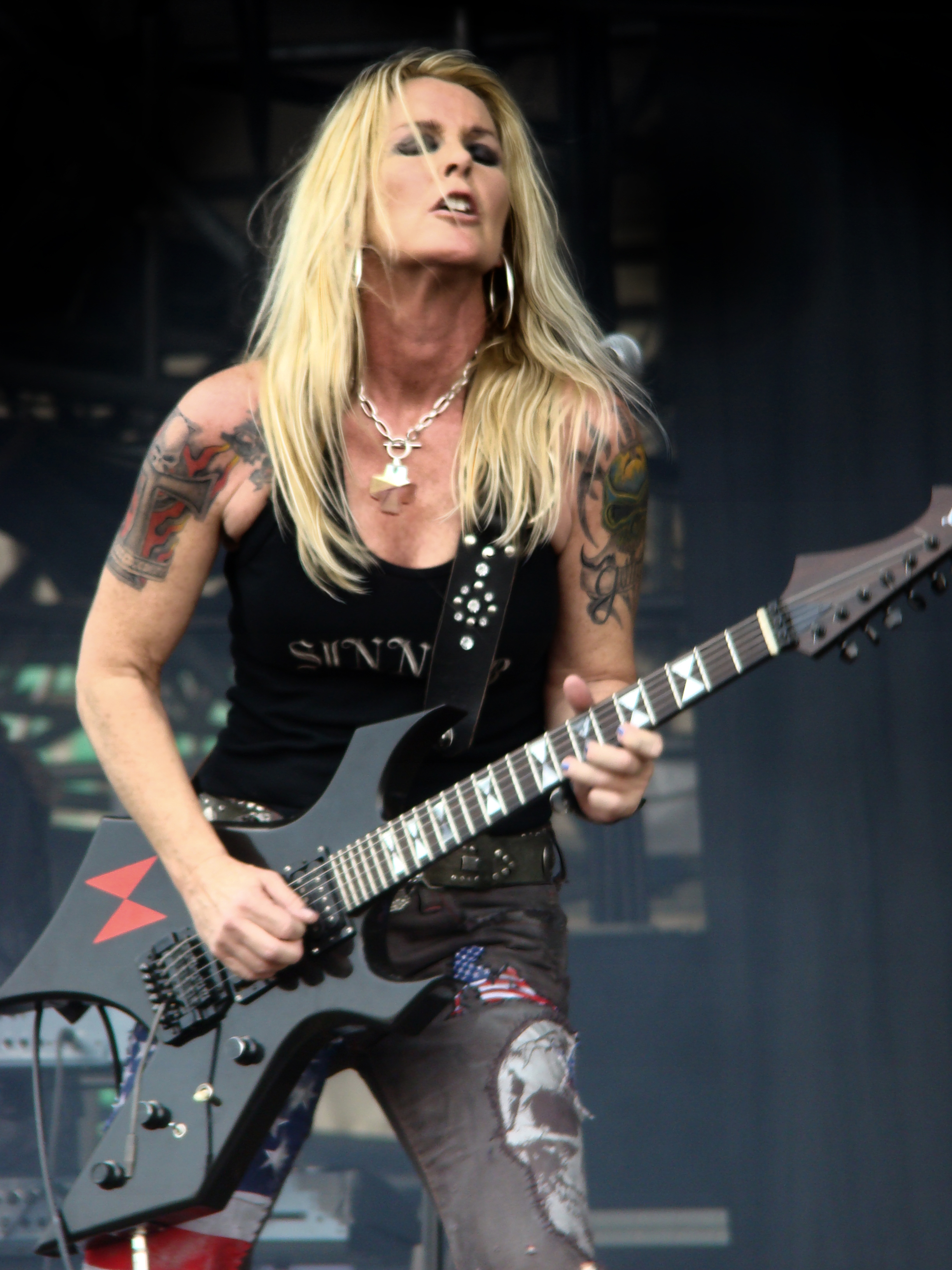
Ford tocando em 27 de junho de 2009.

Em meados da década de 1990, a Ford colocou uma prioridade reduzida em sua carreira musical, quando voltou sua atenção para criar seus dois jovens filhos. Após o lançamento de Black em 1995, Ford não lançou material novo, até o álbum Wicked Wonderland quase quinze anos depois.

### Retorno aos palcos (2008-presente)
Em junho de 2008, Ford ressurgiu com uma nova banda com Stet Howland (WASP) na bateria, tocando vários shows de aqucimento sob o apelido Kiss Me Deadly, antes do Rocklahoma na área de Nova York. Em junho de 2009, ela percorreu os Estados Unidos e a Europa com uma nova formação em seus últimos 14 shows, composto pelo ex-guitarrista do Guns N' Roses, Ron "Bumblefoot" Thal, pelo baterista Dennis Leeflang e pelo baixista do Deepfield, PJ Farley.
Após um longo hiato de gravação, Ford lançou o novo álbum Wicked Wonderland em 6 de outubro de 2009, pela gravadora JLRG Entertainment. Em uma entrevista para o ExclusiveMagazine.com, Ford falou sobre seu novo material: "Eu só queria chutar a bunda! Eu não sei o que é popular, ou o sabor do dia. Eu só quero que a música arrase! As letras são muito pessoais e é isso. Eu não iria sair com sandálias, ou com axilas peludas!".
Em maio de 2011, Ford prometeu lançar um "álbum de retorno" no final do ano, com a baterista Chuck Spradlin, dizendo que o país das maravilhas. Inspirado em nu metal, foi um projeto coletivo com o seu ex-marido Jim Gillette. "Muitas pessoas me disseram que queriam um verdadeiro álbum da Lita Ford e eu sei o que isso significa e eles terão".
O álbum Living Like a Runaway foi lançado em junho de 2012 pela SPV GmbH. Fiel a sua palavra, o álbum estava muito mais pesado do que o trabalho anterior. O título também é comemorativo, já que a Ford havia resolvido as diferenças com as ex-colegas de banda do Runaways. Em 2013, Lita foi premiada pela revista Guitar Player com o The Certified Guitar Legend Award. Em 2016, a Ford lançou o álbum Time Capsule; Uma coleção de músicas que ela descobriu em antigas fitas analógicas dos anos 80, com gravações com as quais ela havia feito com Billy Sheehan, Gene Simmons, Bruce Kulick, Robin Zander, Rick Nielsen, Dave Navarro, Rodger Carter e Jeff Scott Soto.

## Vida pessoal
Em meados dos anos 80, Ford teve um breve envolvimento amoroso com o guitarrista Tony Iommi, do Black Sabbath.
Iommi co-produziu o álbum The Bride Wore Black, um álbum que nunca foi lançado. Ford disse em uma entrevista de 1989, para a revista Kerrang!, que "há uma certa relação ruim entre Tony (Iommi) e eu". Ford foi casada com W.A.S.P., O guitarrista Chris Holmes no início dos anos 90, por um curto período de tempo; O casal se divorciou e Ford começou a namorar o ex-vocalista do Nitro, Jim Gillette, em 1994. O casal se casou depois de se conhecer, por apenas duas semanas. Eles têm dois filhos, James e Rocco Gillette. A família mudou-se para Ilhas Turcas e Caicos, onde Gillette administrava um pequeno prédio e negócios de desenvolvimento imobiliário.
Em uma entrevista de rádio em fevereiro de 2011, Ford assumiu que ela e Gillette, estavam se divorciando. A família estava em negociações para um reality show, titulado de The Gillettes: An Extreme American Family no TLC. O iminente divórcio do casal, encerrou os planos para o programa de televisão. Em março de 2011, em entrevista no site Classic Rock Revisited, Ford alegou que ela havia feito uma viagem de negócios a Los Angeles para discutir o reality show com os executivos da TLC e voltou para casa para encontrar seu marido e os filhos.
Ela afirmou que seus filhos a atacaram fisicamente, encorajados por Gillette, após isso, ela decidiu divorcia-se. Em 2013, Ford referiu-se a seu ex-marido como um "louco e descontrolado" e comentou que Gillette havia feito os filhos ficarem contra ela, depois que ela havia feito uma viagem para falar com os executivos da TLC, sobre o iminente acordo do reality show. Ela afirmou que, porque ela tinha assumido o controle das negociações, Gillette transformou os filhos do casal contra ela, alegando que Ford queria prejudica-los. Devido a isso, Ford tornou-se defensora da consciência da alienação parental.
Em 2016 a Ford publicou sua autobiografia "Living Like A Runaway, Memoir" através da Dey Street Books. A Rolling Stone chamou o livro " Fearless. ... Um relato vívido da vida como "o único pontinho de guitarristas que poderia destruir como eu fiz." ... Uma leitura acelerada ... e  inspiradora".

## Outras atividades

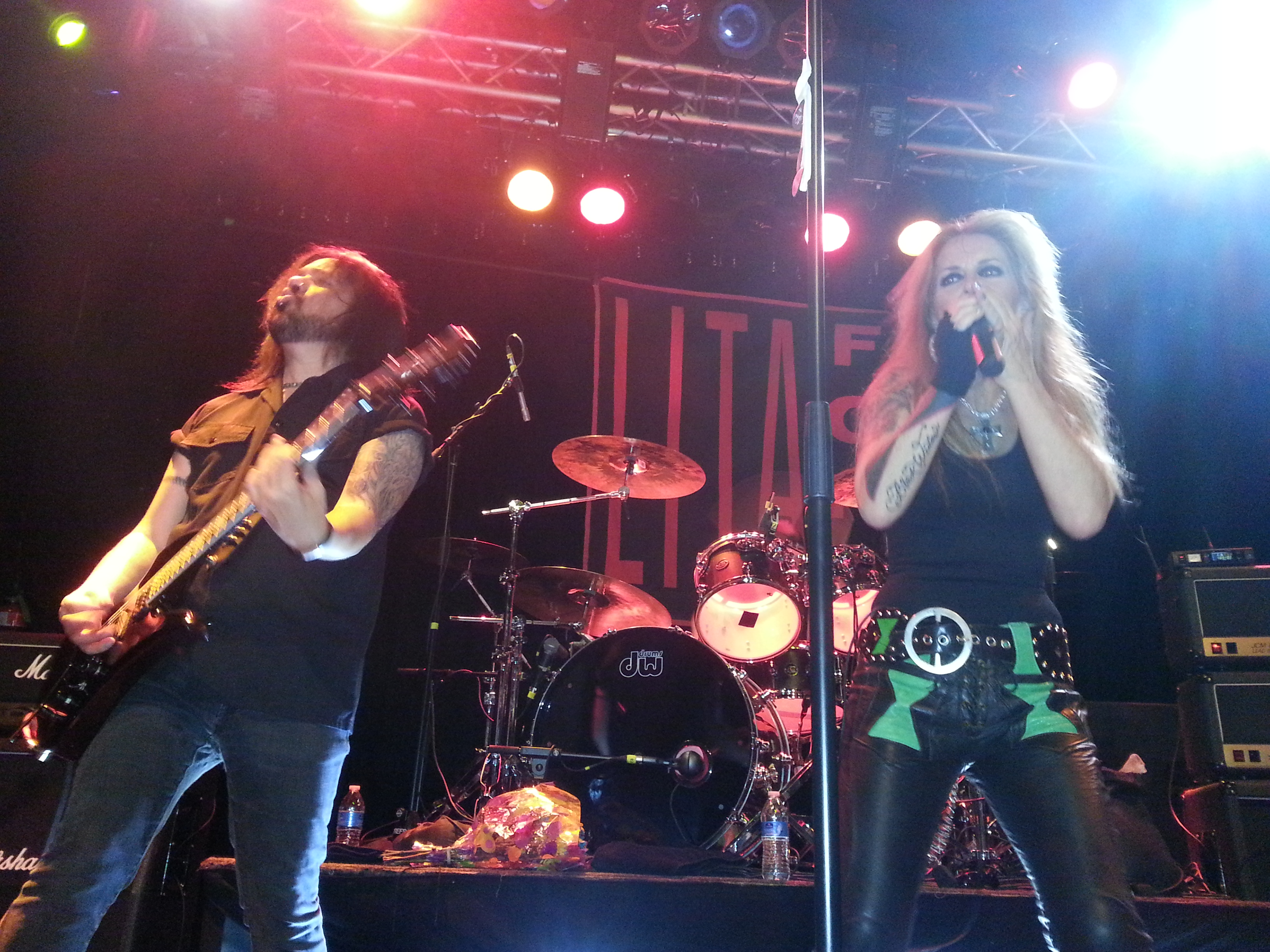
Ford tocando com Patrick Kennison

Durante sua carreira solo, Ford aprovou a fabricante de instrumentos musicais B.C. Rich e exclusivamente usado várias das guitarras da marca. Ford teve um pequeno papel no filme de terror e comédia de 1992, Highway to Hell, interpretando uma personagem chamada "The Hitchhiker". Ford também foi convidada pelo VH1, para se juntar ao elenco da sétima temporada do programa de televisão de realidade The Surreal Life em 2007, Porém ela perdeu.
Ford contribuiu com sua imagem e voz para o jogo de Xbox 360 e PlayStation 3 Brütal Legend. Ela aparece como a personagem Rima, ao lado de Jack Black, Tim Curry, Ozzy Osbourne, Rob Halford e Lemmy Kilmister. Sua música "Betrayal" também é uma das mais de 100 músicas, que aparecem no jogo.
Em 2010, foi produzido um grande filme de Hollywood que narra a carreira da primeira banda de Ford, O The Runaways. Ford foi interpretada pela atriz Scout Taylor-Compton no filme intitulado The Runaways. Ford é destacada no documentário Edgeplay: A Film About the Runaways, de 2005, na qual ela falou francamente sobre seu tempo na banda. Entre outras coisas, ela alude ao abuso verbal e sexual sofrido pelas integrantes da banda nas mãos do empresário Kim Fowley.
Em 2013, Ford reuniu-se com a sua ex-companheira de banda Cherie Currie, para gravar um single de natal. O single é em solidariedade a Toys for Tots, uma instituição de caridade administrada pelo Corpo de Fuzileiras Navais dos EUA, que dá brinquedos nas férias para as crianças necessitadas.
Lita apareceu na capa de maio/junho de 2013 da Making Music Magazine, para falar sobre sua vida e carreira.
Lita competiu no reality show de cozinheiros Chopped, com a esperança de aumentar US $10.000, para sua instituição de caridade. Ford passou pela primeira rodada, mas foi eliminada na segunda. Lita lançou sua autobiografia Living Like A Runaway em junho de 2016.

## Discografia

### Com oThe Runaways
- Discografia de The Runaways

### Carreira Solo

#### Álbuns de Estúdio
| Ano                                                                     | Detalhes do Álbum                                                                                      | Posição nas Paradas Musicais | Posição nas Paradas Musicais | Posição nas Paradas Musicais | Posição nas Paradas Musicais | Posição nas Paradas Musicais | Posição nas Paradas Musicais | Certificação              |
| Ano                                                                     | Detalhes do Álbum                                                                                      | UK                           | US                           | US Indie                     | NZ                           | SWE                          | SWI                          | Certificação              |
| ----------------------------------------------------------------------- | --- | ---------------------------- | ---------------------------- | ---------------------------- | ---------------------------- | ---------------------------- | ---------------------------- | ------------------------- |
| 1983                                                                    | Out for Blood - Data de lançamento: 1983 - Gravadora: Mercury Records                                  | —                            | —                            | —                            | —                            | —                            | —                            |                           |
| 1984                                                                    | Dancin' on the Edge - Data de lançamento: 1984 - Gravadora: Mercury Records                            | 96                           | 66                           | —                            | —                            | —                            | —                            |                           |
| 1988                                                                    | Lita - Data de lançamento: Fevereiro de 1988 - Gravadora: RCA Records                                  | 58                           | 29                           | —                            | 45                           | —                            | —                            | - US: Platina - CAN: Ouro |
| 1990                                                                    | Stiletto - Data de lançamento: 1990 - Gravadora: Spitfire Records                                      | 66                           | 52                           | —                            | —                            | 36                           | 26                           |                           |
| 1991                                                                    | Dangerous Curves - Data de lançamento: Outubro de 1991 - Gravadora: Spitfire Records                   | 51                           | 132                          | —                            | —                            | —                            | —                            |                           |
| 1995                                                                    | Black - Data de lançamento: 14 de fevereiro de 1995 - Gravadora: ZYX Records                           | —                            | —                            | —                            | —                            | —                            | —                            |                           |
| 2009                                                                    | Wicked Wonderland - Data de lançamento: 6 de outubro de 2009 - Gravadora: JLRG Entertainment           | —                            | —                            | 38                           | —                            | —                            | —                            |                           |
| 2012                                                                    | Living Like a Runaway - Data de lançamento: 19 de junho de 2012 - Gravadora: SPV / Steamhammer Records | —                            | —                            | —                            | —                            | —                            | —                            |                           |
| "—" significa que não entrou nas paradas ou não foi lançado neste país. | |                              |                              |                              |                              |                              |                              |                           |

### Álbuns ao vivo
- Greatest Hits Live! (2000)

#### Álbuns Compilatórios
- The Best of Lita Ford (1992)
- Greatest Hits (1999)
- Platinum and Gold Collection - The Best of Lita Ford (2004)

### Outras participações
- " Herman's Head Season 2 Episode 24 "Love Me Two Timer" May 2, 1993 as herself
- "I Want To Be Loved" with "LOU" on The Other Side (2005)
- "I'll Be Home for Christmas" with Twisted Sister on A Twisted Christmas (2006)
- "Brütal Legend" Video Game (2009)
- " Big Time Rush Big Time Moms Mothers Day Special 2011, appearing as herself

### Singles
| Ano                                                                     | Single                                            | Posição nas Paradas Musicais | Posição nas Paradas Musicais | Posição nas Paradas Musicais | Posição nas Paradas Musicais | Posição nas Paradas Musicais | Certificação (sales threshold) | Álbum                 |
| Ano                                                                     | Single                                            | US                           | US Main                      | NZ                           | UK                           | SWE                          | Certificação (sales threshold) | Álbum                 |
| ----------------------------------------------------------------------- | ------------------------------------------------- | ---------------------------- | ---------------------------- | ---------------------------- | ---------------------------- | ---------------------------- | ------------------------------ | --------------------- |
| 1983                                                                    | "Out for Blood"                                   | —                            | —                            | —                            | —                            | —                            |                                | Out for Blood         |
| 1983                                                                    | "Dressed to Kill"                                 | —                            | —                            | —                            | —                            | —                            |                                | Dancin' on the Edge   |
| 1984                                                                    | "Fire In My Heart"                                | —                            | —                            | —                            | —                            | —                            |                                | Dancin' on the Edge   |
| 1984                                                                    | "Gotta Let Go"                                    | —                            | —                            | —                            | 94                           | —                            |                                | Dancin' on the Edge   |
| 1988                                                                    | "Kiss Me Deadly"                                  | 12                           | 40                           | 21                           | 75                           | —                            |                                | Lita                  |
| 1988                                                                    | "Back to the Cave"                                | —                            | 22                           | —                            | —                            | —                            |                                | Lita                  |
| 1989                                                                    | "Close My Eyes Forever" (dueto com Ozzy Osbourne) | 8                            | 25                           | 16                           | 47                           | 14                           | - US: Ouro                     | Lita                  |
| 1989                                                                    | "Falling In and Out of Love"                      | —                            | 37                           | —                            | —                            | —                            |                                | Lita                  |
| 1990                                                                    | "Hungry"                                          | 98                           | 14                           | —                            | 76                           | —                            |                                | Stiletto              |
| 1990                                                                    | "Lisa"                                            | —                            | —                            | —                            | —                            | —                            |                                | Stiletto              |
| 1991                                                                    | "Shot of Poison"                                  | 45                           | 21                           | —                            | 63                           | —                            |                                | Dangerous Curves      |
| 1992                                                                    | "Playing with Fire"                               | —                            | —                            | —                            | —                            | —                            |                                | Dangerous Curves      |
| 1992                                                                    | "Larger Than Life"                                | —                            | —                            | —                            | —                            | —                            |                                | Dangerous Curves      |
| 1995                                                                    | "Killin' Kind"                                    | —                            | —                            | —                            | —                            | —                            |                                | Black                 |
| 2009                                                                    | "Crave"                                           | —                            | —                            | —                            | —                            | —                            |                                | Wicked Wonderland     |
| 2012                                                                    | "Living Like A Runaway"                           | —                            | —                            | —                            | —                            | —                            |                                | Living Like A Runaway |
| "—" significa que não entrou nas paradas ou não foi lançado neste país. |                                                   |                              |                              |                              |                              |                              |                                |                       |

## Prêmios e Indicações
| Ano  | Álbum / "Canção"    | Prêmio (Indicação)                                    | Resultado | Ref.   |
| ---- | ------------------- | ----------------------------------------------------- | --------- | ------ |
| 1985 | Dancin' on the Edge | Grammy Awards: (Best Rock Vocal Performance - Female) | Indicado  | [ 37 ] |
| 1988 | "Kiss Me Deadly"    | MTV Video Music Awards: (Best Female Video)           | Indicado  | [ 37 ] |
| 1993 | "Shot of Poison"    | Grammy Awards: (Best Rock Vocal Performance - Female) | Indicado  | [ 37 ] |